# Daniëlle de Bruijn
Daniëlle de Bruijn (Vlaardingen, 13 de fevereiro de 1978) é uma jogadora de polo aquático holandesa, campeã olímpica.

## Carreira
Daniëlle de Bruijn fez parte do elenco medalha de ouro de Pequim 2008.